# Perkutane transhepatische Cholangiographie

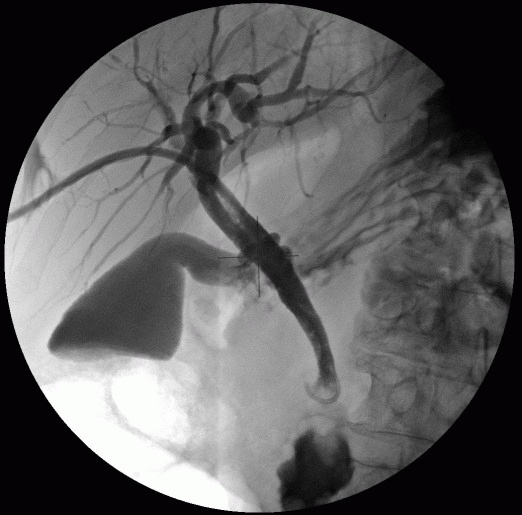
Perkutan transhepatische Cholangiographie. Der Gallengangskatheter kommt von rechts (linker Bildrand) und liegt mit einer Schlaufe vor der Tumorstenose des Gallengangs.

Die perkutane transhepatische Cholangiographie (PTC) ist ein interventionelles Verfahren, bei dem mit Hilfe einer dünnen Hohlnadel unter Durchleuchtungskontrolle perkutan (durch die Haut) durch Punktion der Leber Röntgenkontrastmittel in das Gallenwegsystem eingebracht wird.
Zusätzlich ist es möglich über diesen Zugang eine Ableitung der Gallenflüssigkeit nach außen über eine Drainage herzustellen (perkutane transhepatische Cholangiodrainage, PTCD oder auch perkutane transhepatische Drainage, PTD), um einen Rückstau in den Gallenwegen zu beseitigen.

## Einleitung
Die erste erfolgreiche perkutane transhepatische Cholangiographie wurde 1937 von P. Huard und Do Xuan-Hop durchgeführt, wurde aber erst 1952 von F. Carter und M. Saypol sowie L. Leger und dessen Mitarbeitern und 1953 von F. Mandl, R. Alvarez sowie A. W. Nurick und dessen Mitarbeitern weiterentwickelt. In seiner Gießener Habilitationsschrift von 1968 schlug S. Bayindir die perkutane transhepatische Cholangiographie in Kombination mit einer Zöliakographie zur Diagnostik des tumorbedingten Ikterus vor.
Bei verschiedenen gutartigen oder bösartigen Erkrankungen des Gallengangssystems oder der Leber kann es zu einem Aufstau der Gallenflüssigkeit (Cholestase) mit dem klinischen Bild einer Gelbsucht (Ikterus) kommen. Heute kann zwar oft (z. B. mittels MRT inkl. MRCP) die zugrundeliegende Erkrankung (z. B. ein Konkrement im gemeinsamen ableitenden Gallengang) erkannt werden. Die Therapie einer Galleabflussproblematik ist mittels einer Schnittbildgebung jedoch nicht möglich, genauso wenig wie eine Biopsie-Entnahme zur histologischen (feingeweblichen) Untersuchung. Zudem darf eine MRT (wegen der Magnetwirkung) nicht bei allen Patienten durchgeführt werden. Deshalb erfolgt, falls therapiert oder biopsiert werden muss, in aller Regel die endoskopische Gallengangsdarstellung mit Kontrastmitteleinspritzung (ERCP) und Intervention. Da der endoskopische Zugang zum Gallengang vom Zwölffingerdarm aus nicht immer möglich ist, etwa bei tumorbedingten Verengungen oder nach Magenoperationen, dient die PTC als Reserveverfahren.
Bei der PTC handelt es sich um eine direkte Cholangiographie, bei der eine Darstellung der Gallenwege inner- und außerhalb der Leber möglich ist. Wichtig zu wissen ist dabei, dass sich die beiden (den größeren rechten und den kleineren linken) Leberlappen drainierenden Hauptgallengänge in der sog. Hepatikusgabelung vereinigen und die Galle aus der Leber über den gemeinsamen Gallengang (den Ductus hepatocholedochus) ins Duodenum ableiten.
Die Darstellung der Gallengänge in der PTC und ERCP stellt im Vergleich zur MRT/MRCP und dem CT weiterhin den Goldstandard dar.
In der Regel wird eine PTC/PTCD bei zwei verschiedenen Symptomgruppen angewandt:
- Cholestase (Aufstau des Gallengangssystems durch z. B. Konkremente im Gallengangsystem oder entzündliche bzw. tumoröse Veränderungen des Gallengangsystems), die der ERCP nicht zugänglich sind.
- Leckage im Gallengangssystem

## Indikationen
1. Benigne Ursachen für Galleaufstau:
- Gallensteine (Konkrementbildung), ggf. mit sekundärer (also daraus entstandener) Cholangitis
- Primär sklerosierende Cholangitis
- Autoimmuncholangitis/Autoimmunpankreatitis
- Ischämische Gallengangsveränderungen nach Lebertransplantation

2. Maligne Ursachen für Galleaufstau:
- Cholangiozelluläres Carcinom (CCC)
- Leberzellkarzinom (HCC)
- Lebermetastasen
- andere raumfordernde Tumoren, die den Ductus hepatocholedochus komprimieren (z. B. vergrößerte Lymphknoten oder Pankreaskarzinom)

3. Ursachen für Leckagen im Gallengangsystem:
- Leckagen nach der Whipple’schen Operation aufgrund eines Pankreaskopfkarzinomes
- Leckagen nach großen leberchirurgischen Eingriffen (Entstehen einer sog. Gallefistel)
- Leckagen nach einer Lebertransplantation

## Behandlung von Gallengangsstenosen mit Stents
Beim Verschluss des Gallengangssystems durch cholangiozelluläre Tumore, Pankreas- und Gallenblasen-Karzinome oder im Leberhilus lokalisierte Metastasen kann nur bei 10–20 % der Patienten auf operativem Wege eine Heilung versucht werden. Eine Ableitung der Galle führt zur Rückbildung des Ikterus und so zu einer Besserung des damit verbundenen Pruritus und der entzündlichen Veränderungen. Der erstmalige Einsatz von Metallendoprothesen (Stents) beim Menschen erfolgte Ende der achtziger Jahre, durch Palmaz zunächst in Gefäßen, bald danach aber auch im Gallengangssystem, unter anderem durch Lammer und Gillams 1990. Eine Reihe randomisierter Studien konnte inzwischen belegen, dass biliäre Stents bei der Behandlung des malignen Verschlussikterus zur Verbesserung der Lebensqualität beitragen können.
Die Offenhaltung der beiden Hepaticusäste sowie des DHC kann sowohl mittels Plastikprothesen, als auch mittels der metallischen Endoprothesen (Stents) erreicht werden. Dabei ist die Offenheitsrate der metallischen Stents gegenüber den Plastikprothesen überlegen (d. h. sie bleiben länger offen und benötigen weniger Re-Eingriffe). Gecoverte (mit einer Plastikmembran bedeckte) Metallstents sind wiederum hinsichtlich der Offenheitsrate den unbeschichteten Metallstents überlegen. Neben technischen Problemen (höhere Perforationsgefahr von selbstexpandierenden Stents, hohe Dislokationsrate von gecoverten Stentgrafts aus dem DHC in den Darm, schwierigere Intervention bei Verschluss eines Metallstents, höheres Risiko bei nachfolgenden Operationen wenn elektrisch eine Blutstillung erfolgen soll) auch Kostenprobleme.
Falls nur der ableitende Gallengang (DHC) stenosiert und versorgt werden muss, kann dieser über den Zugangsweg der PTC/PTCD mittels eines selbstexpandierbaren Stent dauerhaft versorgt werden. Liegt dagegen ein (tumorös bedingter) Verschluss nicht nur des DHC, sondern auch der beiden Hepaticusäste vor (und damit ein Problem des Gallenabfluss aus beiden Leberlappen) sollte eine beidseitige PTC/PTCD erfolgen. Anschließend sollte mittels zweier (parallel über beide Gallengänge bis in den DHC vorgeschobener) Stents eine "Rekonstruktion" der Hepatikusgabel und Schienung des gemeinsamen DHC versucht werden.
Ein alleiniges Stenten nur des einen Hepaticusastes (meist von rechts, da der rechte Leberlappen größer als der linke ist) kommt nur in Frage, wenn das erwartete Überleben des Patienten sehr kurz und die linke Leber sehr klein ist. Von beidseits eingebrachte Stents verbessern das Überleben gegenüber nur einem einseitigen Stent.

## Perkutane transhepatische Cholangiodrainage (PTCD)
Im Falle einer Stenose oder eines kompletten Verschlusses eines Gallenganges ist es möglich, über diesen Punktionsweg eine Ableitung der Gallenflüssigkeit nach außen durch die Haut über eine Drainage (Plastikschlauch mit mehreren seitlichen Löchern) herzustellen (perkutane transhepatische Cholangiographie und Drainage, PTCD). Die Gallenflüssigkeit sammelt sich dann in einem kleinen Plastikbeutel. Hierdurch kann die Gallenflüssigkeit abfließen und der Aufstau der Gallenwege geht zurück. Eine solche externe Drainage beeinträchtigt die Lebensqualität (Drainage muss alle 4–6 Wochen gewechselt werden; Duschen oder Schwimmen mit der nach außen abgeleiteten Drainage nur schwierig möglich). Daher versucht man, wenn möglich, die Einlage einer metallischen Gallengangsprothese (Stent). Die Stents können je nach der zugrundeliegenden Grunderkrankung über viele Monate auch ohne eine Außenableitung den internen Gallenabfluss ermöglichen.

## Komplikationen
Die typische Komplikation einer PTC/PTCD ist die Blutung ins Gallengangssystem (besonders bei einer malignen Gallengangserkrankung), sowohl beim Vorschieben der Gallengangsdrainage als auch bei der Nachdilatation des Zugangs vor Einlegen eines Stents. Solche Blutungen entspringen meist aus einem venösen oder portalvenösen Gefäß und können durch die Einlage und Belassen einer großvolumigen Drainage suffizient behandelt werden. Eine weitere Komplikation sind Fistelverbindungen zwischen den Gallenwegen und Lebergefäßen. Fisteln zu den Lebervenen und Portalvene können mittels Spülbehandlung behandelt werden. Arteriobiliäre Fisteln (also eine punktionsbedingte Verbindung des Gallengangssystems mit der Leberarterie) sind hingegen potenziell lebensgefährlich und müssen rasch durch eine interventionelle Embolisation behandelt werden.
Abszesse und superinfizierte Hämatome (durch die Punktion) stellen ebenfalls zwar seltene, aber gefährliche Komplikationen dar.

## Alternativen

### Endoskopisch retrograde Cholangiopankreatikographie (ERCP)
Der perkutane PTC/PTCD Zugang bietet sich gegenüber der ERCP vor allem dann an, wenn tumor- oder entzündungsbedingt eine hochgradige Gallengangsstenose aufgetreten ist, die für die ERCP-Sonde unpassierbar geworden ist. Der Zugang zu den Gallenwegen über dessen Einmündung in den Zwölffingerdarm mit Hilfe eines Endoskops hat vor etwa 30 Jahren die Behandlung von Gallenwegsleiden (z. B. Gallenwegssteine oder Galleabflussstörungen bei gut- und bösartige Engstellungen) revolutioniert. Mit Hilfe des Endoskops und dünner Katheter wird hier unter Röntgenkontrolle Kontrastmittel zur Darstellung eingespritzt und anschließend werden mit verschiedenen Instrumenten minimal-invasive Behandlungen (z. B. Steinentfernungen, Einlage von Galleableitungsdrainagen) vorgenommen. Dieses Verfahren heißt endoskopisch-retrograde Cholangio-Pankreatographie (ERCP). Moderne Metallgitterprothesen können nach Papillotomie auch über das Endoskop bis hoch in den Hilus vorgeschoben und platziert werden. Nur eingeschränkt bzw. nicht möglich sind endoskopische Gangableitungen nach Voroperationen (Z. n. Whipplescher Operation, B II-Magenresektion oder nach Anlage einer biliodigestiven Anastomose) bzw. bei hilären Obstruktionen und Hepatikusgabeltumoren.

### Kernspintomografie
Ein Nachteil der PTC oder PTCD ist die hohe Strahlenbelastung mit der Durchleuchtungssteuerung. Dagegen bietet sich im offenen MRT die Möglichkeit, röntgenstrahlungsfrei Gallenwege perkutan darzustellen und mittels Katheter zu punktieren. Diese Methode ist allerdings noch wenig verbreitet und nur sehr eingeschränkt verfügbar. Weiterhin sind nicht alle PTC/PTCD-Materialien, sowie die Metallstents MRT-tauglich, da sie von dem starken Magnetfeld angezogen werden.